# Ishdorj Otgonbayar
Ishdorj Otgonbayar ou Ishdorjiin Otgonbayar - em mongol, Ишдоржийн Отгонбаяр (Ulan Bator, 9 de abril de 1968) é um treinador de futebol mongol. Comandou a seleção de seu país por 11 anos.

## Carreira
Na época de jogador, Otgonbayar teve uma carreira sem destaque, tendo atuado em equipes amadoras da Mongólia. Como técnico, formou-se em Kiev (Ucrânia) e estreou na função no Erchim, clube pertencente à Companhia de Energia Elétrica do país, onde permaneceu até 1997 e conquistou 3 títulos (1 Campeonato Nacional e 2 Copas).
Ainda em 1997, assumiu o cargo de auxiliar-técnico de Luvsandorjiin Sandagdorj na Seleção Mongol, função que exerceria até 2000. Neste ano, substituiu Sandagdorj no comando técnico dos "Cavalos Vermelhos", onde permaneceria até janeiro de 2011. Sob as orientações de Otgonbayar, a Mongólia venceu 7 partidas, empatou 4 e perdeu 21, com aproveitamento de apenas 17%. Desde então, encontra-se desempregado.

## Links
- Estatísticas de Ishdorj Otgonbayar - footballdatabase.eu (em francês)